# Basilica Peak
Basilica Peak är en bergstopp i Antarktis. Den ligger i Östantarktis. Australien gör anspråk på området. Toppen på Basilica Peak är 1 810 meter över havet.
Terrängen runt Basilica Peak är kuperad åt nordost, men åt sydväst är den platt. Trakten är obefolkad. Det finns inga samhällen i närheten. 